# Maurice Desvallières
Maurice Lefebvre-Desvallières (Parigi, 3 ottobre 1857 – Parigi, 23 marzo 1926) è stato un commediografo francese.

## Biografia
Maurice Desvallières nacque in una colta famiglia dell'alta borghesia francese: suo padre Emile Lefebvre Desvallières fu amministratore delegato delle Messageries Maritimes, sua madre Marie Legouvé era figlia di Ernest Legouvé e nipote di Gabriel-Marie Legouvé, entrambi drammaturghi.
Suo fratello George (1861–1950) fu un noto pittore.
Maurice Desvallières studiò al Liceo Condorcet di Parigi; scrisse diverse opere teatrali, undici delle quali in collaborazione con Georges Feydeau.

## Opere (selezione)
- Le premier bal (1879)
- Amis d'enfance (1879)
- On demande un ministre ! (1881)
- Prête-moi ta femme ! (1884)
- Les Fiancés de Loches (1888)
- L'Affaire Édouard (1889)
- C'est une femme du monde ! (1890)
- Le Mariage de Barillon, vaudeville en 3 actes (1890)
- Le Ruban (1894)
- L'Hôtel du libre échange (1894)
- Le truc de Séraphin (1901)
- Seine-Port et ses vieilles maisons (1920)
- Champignol malgré lui (1892)